# Rubidium
Rubidium er det 37. grundstof i det periodiske system, og har det kemiske symbol Rb. Under normale temperatur- og trykforhold optræder rubidium som et blødt, sølvskinnende metal med et gråligt skær. Stoffet har navn efter rubiners røde farve, eftersom det brænder med en rødviolet flamme.

## Rubidiums kemi
Som de øvrige alkalimetaller har rubidium én enkelt elektron i sin yderste elektronskal. Da atomer "foretrækker" at have den yderste skal fyldt op med elektroner ligesom ædelgasserne har det, er rubidium-atomet "ivrigt" efter at slippe af med den ene elektron — for så vil den fyldte, næst-yderste elektronskal fremstå som rubidiumatomets nye, yderste skal. En måde at komme af med denne elektron, er at indgå en kemisk forbindelse med andre stoffer der er "villige" til at tage imod en elektron. 
Det gør rubidium ganske reaktionsvilligt; det iltes ("ruster") meget hurtigt, og det er endda sket at en prøve af rubidium spontant er brudt i brand ved kontakt med atmosfærisk luft. Som andre alkalimetaller danner rubidium gasformig brint samt et stærkt basisk hydroxid (rubidiumhydroxid; RbOH) ved reaktion med vand, men i lighed med cæsium og undertiden også kalium er rubidiums reaktion med vand så voldsom, at den frigivne brintgas antændes og udløser en eksplosion.
Rubidium kan danne mindst fire forskellige oxider: Rb2O, Rb2O2, Rb2O3 og RbO2. Andre almindeligt forekommende rubidium-forbindelser er rubidiumklorid (RbCl), rubidiumfluorid (RbF) og rubidiumsulfat (Rb2SO4).

## Tekniske anvendelser
Rubidium kan bruges til en lang række forskellige formål:
- I visse atomure bruges rubidium i stedet for cæsium som resonator.
- Som ingrediens i visse specielle former for glas.
- Rubidium kan bruges i fremstillingen af superoxider.
- Både ren rubidium samt en række kemiske forbindelser mellem rubidium og andre stoffer, brænder med en rødviolet eller violet farve; sådanne rubidium-forbindelser bruges til at skabe violette farver i fyrværkeri.
- Da rubidium let ioniseres, kan det anvendes i ionmotorer, men i praksis viser cæsium og xenon sig mere effektive i denne rolle.

## Historie
Rubidium blev opdaget i 1861 af Robert Bunsen og Gustav Kirchhoff, som ved hjælp af spektroskopi kunne påvise rubidium i mineralet lepidolit. Indtil 1920'erne fandt dette nye grundstof kun minimal industriel anvendelse, og siden har det primært været brugt til forskings- og udviklingsformål, hovedsagelig indenfor kemi og elektronik.

## Forekomst og udvinding
Rubidium er det 16.-mest udbredte grundstof i Jordens skorpe: Lepidolit indeholder 1,5% rubidium, og det er primært herfra man udvinder rubidium på kommerciel basis. Andre mineraler, som leucit, pollucit, zinnwaldit, kan indeholde op til 1% rubidium i form af oxider, og ligeledes kan visse kaliumholdige mineraler indeholde rubidium nok til at det er rentabelt at udvinde.
En blandt flere måder at udvinde rubidium på, er at reducere rubidiumklorid med kalcium. I 1997 kostede rubidium i små mængder omkring 25 amerikanske dollar per gram.

## Rubidium i biologien
Som de øvrige alkalimetaller optræder rubidium næsten udelukkende i oxidationstrin 1. Den menneskelige krop behandler Rb+-ioner som kalium-ioner, og opkoncentrerer dem i organismens elektrolytiske væsker. Rubidium-ionerne er ikke specielt giftige, og udskilles relativt hurtigt gennem sved og urin, men i store mængder er rubidium giftigt.

## Isotoper
Man kender 24 isotoper af rubidium, men naturligt forekommende rubidium består af blot to isotoper; 72,2% Rb-85 og 27,8% af det radioaktive Rb-87. På grund af indholdet af Rb-87 er naturligt rubidium radioaktivt nok til at sværte fotografisk film på 1–2 måneder.
Rb-87 har en halveringstid på 48,8 milliarder år, og henfalder til den stabile isotop strontium-87 ved at udsende en betapartikel. Sten og klipper kan dateres ved at måle forholdet mellem rubidium og strontium i en prøve; en metode der kaldes for rubidium-strontium-datering.